# Colachel
Colachel är en ort i Indien.   Den ligger i distriktet Kanniyakumari och delstaten Tamil Nadu, i den södra delen av landet, 2 300 km söder om huvudstaden New Delhi. Colachel ligger 36 meter över havet och antalet invånare är 23 095.
Terrängen runt Colachel är platt. Havet är nära Colachel åt sydväst. Runt Colachel är det mycket tätbefolkat, med 1 632 invånare per kvadratkilometer. Närmaste större samhälle är Nagercoil, 19,4 km öster om Colachel. I omgivningarna runt Colachel växer i huvudsak städsegrön lövskog.